# Crimona pallimedia
Crimona pallimedia är en fjärilsart som beskrevs av Smith 1902. Crimona pallimedia ingår i släktet Crimona och familjen nattflyn. Inga underarter finns listade i Catalogue of Life.